# Маленький Николя (мультфильм)
«Маленький Николя» (фр. Le Petit Nicolas: Qu'est-ce qu'on attend pour être heureux?) — анимационный фильм, снятый по мотивам одноимённой серии детских книг Рене Госинни и художника Жан-Жака Семпе. Мировая премьера картины состоялась в мае 2022 года на Каннском кинофестивале. Она была удостоена главного приза Международного фестиваля анимационных фильмов в Анси за лучший полнометражный фильм и премии «Люмьер» за лучший анимационный фильм.

## Сюжет
Жили в Париже два друга — писатель и художник. И придумали они однажды маленького Николя — озорного мальчугана, который любит своих родителей, ходит в школу, проказничает с друзьями и мечтает стать пилотом. Главное качество Николя — умение видеть нечто забавное даже в самых обычных вещах, так что каждый его день наполнен удивительными приключениями.

## Роли озвучивали
- Симон Фалю — Николя
- Ален Шаба — Рене Госинни
- Лоран Лафит — Жан-Жак Семпе

## Выход на экраны
Мировая премьера состоялась 20 мая 2022 года в рамках секции «Специальный показ» 75-го Каннского кинофестиваля. 12 октября 2022 года мультфильм появился на экранах кинотеатров в родной Франции. Локализованный русскоязычный трейлер картины был опубликован в сети 22 сентября, а в российский прокат она вышла менее чем через месяц, 20 октября 2022 года.

## Восприятие
Мультфильм получил в основном положительные отзывы от критиков. На сайте-агрегаторе Rotten Tomatoes он имеет степень одобрения 94 % на основе 17 рецензий с общей оценкой 8,1 балла из 10. На французском киносайте AlloCiné его средняя оценка составляет 3,9 балла из 5 на основе 34 отзывов в прессе.
| Год  | Фестиваль / Премия                                  | Категория                                            | Результат | Прим.  |
| ---- | --------------------------------------------------- | ---------------------------------------------------- | --------- | ------ |
| 2022 | Международный фестиваль анимационных фильмов в Анси | Лучший анимационный полнометражный фильм             | Победа    | [ 10 ] |
| 2022 | Премия Европейской киноакадемии                     | Лучший анимационный полнометражный фильм             | Номинация | [ 11 ] |
| 2023 | Премия «Люмьер»                                     | Лучший анимационный фильм                            | Победа    | [ 12 ] |
| 2023 | Премия «Сезар»                                      | Лучший анимационный фильм                            | Номинация | [ 13 ] |
| 2023 | Премия «Энни»                                       | Лучший независимый анимационный полнометражный фильм | Номинация | [ 14 ] |